# Vincenzo Collura
Vincenzo Collura detto Mr. Vincent (Corleone, 20 maggio 1898 – Corleone, 24 febbraio 1957) è stato un mafioso italiano.

## Biografia
Nato a Corleone, in provincia di Palermo, nel 1898, gabellotto del feudo Galardo, emigrò negli Stati Uniti nel 1936, dove si inserì nella malavita locale e divenne compare di «anello» di Frank Coppola e di «fonte» di Joe Profaci, noti boss italo-americani. Fece ritorno a Corleone nel 1944, dove fu soprannominato  dai propri compaesani "Mr. Vincent" per i suoi trascorsi americani; inviato dai boss d'oltreoceano per insediarsi al comando della cosca di Corleone ed introdurvi i loro metodi, il capomafia locale Calogero Lo Bue designò quale suo successore il medico Michele Navarra, che prese il suo posto nel 1945.
Nel 1949, Collura fu arrestato dai carabinieri assieme a Pasquale Criscione con l'accusa di essere stati gli autori del sequestro e dell'omicidio del sindacalista Placido Rizzotto, segretario della Camera del Lavoro di Corleone, a seguito di indizi forniti dal suo compagno di partito Ludovico Benigno; sottoposti entrambi ad intensi ed estenuanti interrogatori presso la caserma dei Carabinieri di Bisacquino da parte dell'allora comandante di stazione Carlo Alberto dalla Chiesa, Collura e Criscione ammisero di aver partecipato al sequestro di Rizzotto in concorso con Luciano Liggio, che poi avrebbe ucciso la vittima con tre colpi di pistola. Tali dichiarazioni furono ritrattate davanti ai giudici, sostenendo che furono estorte dai militari con l'uso della violenza; nel 1952 i due imputati furono assolti dalla Corte d'Assise del Tribunale di Palermo per insufficienza di prove.
Non accettando del tutto di essere vicecapo della cosca mafiosa corleonese guidata dal Navarra, fu in perenne conflitto con quest'ultimo: nel 1951 a Roccamena, fu assassinato da ignoti il figlio Filippo Collura. Costui, autore di un sequestro di persona ai danni del cavaliere Sebastiano Provenzano - proprietario del feudo da loro gestito - a scopo di estorsione, si rifiutò di versare la relativa tangente al Navarra, il quale per questo lo avrebbe fatto uccidere. Collura fu fatto eliminare su ordine del Navarra nel 1957.